# ROLAND (ホスト)
ROLAND（ローランド、1992年〈平成4年〉7月27日 - ）は、日本の元ホスト、実業家、投資家、タレント。株式会社ROLAND GROUP HD 代表取締役。血液型AB型。
元ホストであり、「ホスト界の帝王」と称される。

## 経歴
1992年（平成4年）7月27日、東京都八王子市にて出生。私立帝京高等学校卒業後に帝京平成大学に進学するも入学式だけ出てすぐに中退。18歳で東城 誠の源氏名でホストデビュー。1年間の下積み時代を経た後、歌舞伎町の数々の最年少記録を更新し21歳にして当時所属していた店舗の代表取締役に就任。
2013年に大手ホストクラブグループ『KG-produce』の『PLATINA -本店-』に、現役ホストとしては史上最高額の移籍金で移籍。その後は数々のテレビ番組に出演するなどタレントとしても活躍。
2017年8月に東城誠からROLAND(ローランド)へ改名。
2018年のバースデーイベントでは6000万以上を売り上げ、グループの個人最高売り上げ記録を樹立。この様子は当時テレビ朝日系列で放送されていたバラエティ番組、『ソノサキ』で放送されて、ROLANDの名前は一躍一般の層にも知れ渡るようになる。その後現役ホストを引退しKG-produceから独立。同年10月から自身が設立した個人事務所シュヴァルツに所属。
2019年に自身初の展覧会『Ro LAND ～俺か、俺以外か～』を開催、延べ10万人を動員する。同年4月にホストクラブ『THE CLUB』を開業。
2020年、新型コロナウイルス感染拡大による東京都の自粛要請を受けて、4月から5月25日まで『THE CLUB』の営業を停止。感染拡大防止対策を徹底した上で5月26日から営業を再開するが、夜の街関連が感染の温床となっているとの報道や、7月9日に都内の感染者が最多を更新したことを受け、これ以上の営業は不可能と判断して同日付で『THE CLUB』の閉店を発表した。
その後2年間の閉店期間を経て2022年7月からのホストクラブの運営再開を発表。現在『THE CLUB』『THE CHIC』のオーナーを務める。
現在は脱毛サロンや飲食店も経営。また美容商品の販売やシャンパンの輸入総代理店を務めるなど実業家、投資家として活動している。
2025年、紺綬褒章を受章したことを報告した。「世間から水商売出身である事をとやかく言われる事も多くあります。でも、ホストを頑張っていれば　いつの日か人様の役に立てる日だってくると　僕自身の生き方で僕の大切なホストクラブの部下達と将来僕の店で働く未来のホスト達に証明し続けていきたい。誰が何と言おうと僕はこのホストという仕事に誰よりも誇りを持っているので！」と思いを綴った。

## 人物・エピソード
- ローランドの熱狂的なファンの女性達は「ローランダー」と呼ばれている。
- 「東城誠」から「ROLAND」へ改名したきっかけは、「ブランディングを変えるため」と自ら明かしている。自身のYouTubeチャンネル「THE ROLAND SHOW」の中で「（東城誠の時は）女の子を幸せにできなかったことがたくさんあった。それが自分の中で嫌になってきて、何で俺は女の子に対して泣かせるようなことばっかりしているんだろう」という葛藤を告白。その上で「『女は金』という営業方法から卒業したかった」と、改名した理由を語っている[9]。
- 好きな食べ物はフィレ肉のロッシーニ風。酢の物、辛い物全般は苦手だと語っている。
- SNSや各メディアにおける彼の発言は『名言』と呼ばれ、ローランドの代名詞としてよく取り上げられている。その名言を集めた著書『俺か、俺以外か。 ローランドという生き方』『君か、君以外か。君へ贈るローランドの言葉』は発行部数は世界累計42万部を突破するベストセラーとなった。印税は全てカンボジアへの学校設立に寄付している[10][11]。
- 下積み時代は西新宿の家賃14万円のワンルームマンションに住み、自転車で通勤していた。その後は1泊50万のホテルを転々とする生活を送り、現在はローランドハウスと名付けられたタワーマンションに暮らしている[12]。電源コードが好きではないと語っており、家電製品はコードレス製品で揃えている。
- 本人のSNSなどによれば、交友関係は朝青龍[13]、小室哲哉、松浦勝人[14]、昌子源、小林祐希、L'Arc〜en〜Cielのtetsuya、高橋みなみ、山﨑康晃など。
- サッカー日本代表の稲垣祥は同じ帝京高校のサッカー部の1年先輩であり、W杯アジア予選のテレビ中継で副音声ゲストとして出演した際に先輩に向けてエールを送った[15]。また、前述の山崎康晃も同校のクラスメイトであり、高校時代は山﨑に対し野球を続けるようアドバイスしている。
- ローランドの展示会には 女優の足立梨花と生駒里奈も訪れていて[16][17]、生駒里奈はローランドのファンになったと述べている[18]。
- 家族構成は両親、双子の妹、6つ年下の弟[19]の5人で、父親はAIRBLANCAやJAM Projectや田村ゆかり、水木一郎、堀江美都子などでの活動実績を持つプロギタリストの松尾洋一[20][21]。
- 母はピアノ教師。
- 双子の妹の彼氏に「俺より良い男なのか？」と聞いた事があり、渋谷凪咲に「俺より良い男やったらとか、基準が俺じゃないですか？それが嫌かな」「基準が私で、凪咲はこういう性格だからこういう人がいいとか」「全部俺中心やんって」「だからちゃんと人のことを思って話した方がいいと思います」と厳しく説教され、松本人志からも「良くないと思う」と言われ、ローランドも「説教されてる」と言いつつも「ありがとうございます。本当良い事言ってますよ」と反省していた。
- 父親の影響で幼少の頃からアニメに親しんでおり、松本梨香や影山ヒロノブとはその頃から親交がある。
  - 特に『ラブライブ!』に関しては本人曰く「ガチのラブライバー」を自称するほどの熱狂的なファンであり、μ'sの南ことりを推しメンに上げている。台湾へ収録へ行った際にμ'sのメンバーで高坂穂乃果の声優である新田恵海と遭遇して握手を求められていたが、全く気付いていなかったらしく、「逆に気付いてたら俺から握手を求めたい。」とその当時の想いを熱く語っている[22]。
  - 山崎エリイのファンでもある[23][24][25]。『Animelo Summer Live 2016 刻-TOKI-』での山崎と木戸衣吹（every♥ing!）のパフォーマンスに惹かれたことが芸能界へ進出するきっかけになったと語っており、同期であるMachicoも後にニコニコ生放送での企画で共演した際に「うちの同期がそんな影響を与えていたのか」とコメントしている[26]。

### サッカーとのつながり
- 小学校から高校までサッカー一筋だったサッカー少年であり、中学時代はJリーグチームである柏レイソルジュニアユースの青梅支部に所属、高校では特待生で帝京高校のサッカー部に入部[27]。プロを目指して全力で取り組んでいたが、高校時代にレギュラーになれず、さらにはブラジル遠征でネイマールのプレーを見て「コイツうますぎ、同じ年にこんなヤツいるのか」と衝撃を受けて絶対勝てないと悟りサッカー選手を見限った[28]。「人生で大きい損切りでした」と話した[29]。毎日練習し、夢と真摯に向き合い「これでプロになれないなら、なにがあっても絶対に無理だと思った。なんとなーく努力していたとしたら? きっと俺だって、本気出したらそのうち……なんてカッコ悪いことを思いながら、今でも中途半端に、夢とも言えない夢を追いかけ続けていたかもしれない。夢は叶わなかった。けれども、あの時過ごした十数年は、俺に夢や目標に全力で向き合うことの大切さを教えてくれた。」と回顧している[30][31]。
- 現在でもホスト仲間達とは週一でフットサルをしている。
- プロサッカー選手にはなれなかったが、憧れの想いは一つずつ叶えており、2018年10月23日放送のテレビ朝日系列「ソノサキ」ではローランドがルカ・モドリッチやルイス・フィーゴ、ロベルト・カルロスといったレアル・マドリードのスター選手達に会いに行く様子も放送された。
- 2019年10月6日、日本のプロサッカークラブ・セレッソ大阪の試合でトークショーとレフェリーエスコートに招待されピッチに立った[32]。自身のブログに「初めてJリーグのクラブの試合に呼んで頂いた。本音を言うと、柏レイソルのアカデミー出身という事でレイソルに呼ばれたかった。だがしかし最初にオファーをくれたのがセレッソ大阪だった。俺にとってはこの事実が全てだ。ホスト出身の俺はスポーツとタイアップとなるとイメージ的に多少難しい部分があるのは否めない。ギャランティだって安い方ではないから予算の問題だってある。数々のリスクを承知の上で数多ある日本のJリーグクラブの中から勇気を出して声を掛けて頂いたその事実がとてつもなく嬉しい。俺にとって一生忘れないであろう特別なプレゼントしてくれたセレッソ大阪。今日の1日でセレッソというクラブは俺にとって特別なクラブになった。今日から俺はセレッソ大阪サポーターだ！俺の心はさくらいろーらん(クラブ名のセレッソの由来がスペイン語で「桜」を意味する事から)」などと述べた[33][34]。翌年にはクラブ公認の男性サポーターであり、サッカー好きやサッカーに興味のない層に幅広くセレッソ大阪の魅力をPRする"公認セレ男"に就任、背番号は"No.1"という独自の加工がされ「お金をもらってクラブと契約するという事実が嬉しい。プロみたいなもの。Jリーガーではないかもしれないけど一応クラブと契約したぞみたいな」と話した[35][36]。また、レフェリーエスコートに招かれ「プロのフットボーラーは自分にとって最高の憧れ そのピッチに正式に立てるって嬉しすぎる」と話し、ハーフタイムに行われた公認セレ男就任式に向けては「そこで(セレッソ大阪の)サポーターがもし自分のチャント(通常、選手に向けて歌われる応援歌)を作って歌ってくれたら泣いちゃうかもしれない。無いと思うけどね」と可能性はかなり低いとみていたが、サポーターはローランドのチャントを作っておりそれを歌った。これに対して「ピッチで自分のチャントを聞くのが夢だった。嬉しかった。感動しましたよ、夢で見た光景。ちっちゃい頃見てた夢はもしかしてこの瞬間だったのかな。お母さん観に来ていたら多分泣いてた、すごいがんばってサッカーする事を応援してくれてたから。プロサッカー選手になれなかった事できっと両親なりに不甲斐なく思ったかもしれない。サッカー続けさせてくれた事に改めて感謝しましたね」などと述べた[37]。水商売出身であることや選手でないにもかかわらずチャント(歌詞はオーレーローランド、オーレーローランド)が作られるなどセレッソ大阪のサポーターに迎えられており、ローランド自身は「試合に呼んでいただき本当にありがとうございました。僕は義理堅い人間であると自負しております。故に夢見ていたJリーグの舞台に立たせていただいた恩は一生忘れません。」と述べている[38]。
- サッカー関連の仕事も多く試合解説だけでなく、2021年には2021-2022シーズンのブンデスリーガジャパンサポーターに就任した[39]。
- セレッソの注目選手としてこれまでに、瀬古歩夢(アカデミーからの生え抜きのセンターバックが好き、プジョルやマルディー二みたいな熱いプレーをみせてほしいから)、西川潤(僕と同じ高校サッカー出身。周りに遠慮せずに意地をみせてほしいから)、藤尾翔太(あの喜ばないロティーナがめちゃくちゃ喜んでた。得点を決めてチームが明るくなるのはストライカーには重要な要素、チームから愛されているのが分かって、レンタル先でも活躍してるから。)、石渡ネルソン(良い選手。世代別代表にも選ばれているから)を選んでいる。
- 自分の心が一番動くときとしてUEFAチャンピオンズリーグにおいてアンセムが流れるときと語っているほか、実業家として最終的な目標はサッカークラブの経営者になってチャンピオンズリーグに出場することだと語っている[11][40][41]。

## 経営業種
- 株式会社ROLAND GROUP HD

- ROLAND Beauty Lounge（メンズ脱毛サロン）
- ROLANDALE（美容雑貨、サプリメント、化粧品）
- BELLA NOTTE（イタリアンレストラン）
- REAL BEAUTY CLINIC（美容クリニック）

## 出演

### テレビ番組
- ソノサキ〜知りたい見たいを大追跡!〜（テレビ朝日）
  - 2018～2019年にかけて複数回、企画「ホストのソノサキ」で、ローランドと、ローランドに憧れ「プラチナ本店」に入店してきたホストたちに密着[42]。
- 夏井いつきのよみ旅!（NHK Eテレ）
- アナザースカイ（2020年1月17日、日本テレビ） - ROLANDが中国・上海へ[43]
- ダウンタウンなう　本気ではしご酒

(フジテレビ)
2019年10月25日放送
- ローランド先生（2020年4月19日、2020年4月20日、フジテレビ）[44][45]- 番組ホスト・MC
- 金言Picks〜次なる起業家に、知恵をさずける（2020年10月4日 - 2021年3月28日、TBS）[46][47] - ホスト（番組ホスト・MC）
- 徹子の部屋（2020年12月18日、テレビ朝日）[48][49]
- 人生最高レストラン「【ROLAND】加藤浩次との因縁…二人の間にいったい何が?」（2021年2月27日、TBS）[50]- ゲスト
- ヒロミの八王子会SP 豪華メンバー大集合!（2022年2月13日、BS日テレ）[51]
- ドーナツトーク（2023年1月29日、CBCテレビ）
- クラシックＴＶ（2024年12月19日、ＮＨＫＥテレ）選「ＲＯＬＡＮＤもうなる！？魅惑のヨハン・シュトラウス！」

### ウェブテレビ
- ココだけの際どい話: 日本編（原題：성+인물: 일본 편／英題：Risqué Business: Japan）（2023年4月25日、Netflix）[52]

### ドラマ
- 相棒 season15 第3話（2016年10月26日、テレビ朝日） - ホスト 役
- 探偵物語 （2018年4月8日、テレビ朝日）

### CM
- NIKEN＝ナイケン（YAMAHA）
  - YAMAHA x ROLAND - YouTubeチャンネル
- サントリー烏龍茶
- CHINTAI（2020年 - ）
- GEROLSTEINER（ゲロルシュタイナー）（2020年3月 - ）[53]
- 医療法人社団 有心会 クリア歯科（2020年12月-）

### ミュージックビデオ
- 三代目 J Soul Brothers from EXILE TRIBE 「Rat-tat-tat」（2020年）[54]

### その他
- FABULOUS NIGHT（2020年） - 公式ファビュラスアンバサダー[55]

## 書籍
ローランド著
- 『俺か、俺以外か。 ローランドという生き方』 (KADOKAWA、2019年3月11日)　ISBN 9784046041371
- 『君か、君以外か。 君へ贈るローランドの言葉』(KADOKAWA、2021年7月8日)　ISBN 978-4046049513

ローランド監修・その他
- 『ROLANDALE FIRST BOOK 』(宝島社、2019年10月29日) ISBN 978-4800299222
  - ROLANDがプロデュースするブランド「ROLANDALE(ローランデール)」から“初"のブランドブックが発売!
- 『ローランド先生―お悩み解決特別授業― 』(扶桑社、2020年8月22日) ISBN 978-4594085766
  - ローランド初の冠番組『ローランド先生』の珠玉の名言が一冊に!
- 『ローランド・ゼロ』(宝島社、2020年12月18日) ROLAND (監修)、井上紀良(漫画) ISBN 978-4299010216
  - 『ローランド・ゼロ 逆襲篇』(宝島社、2021年5月7日) ROLAND (監修)、井上紀良(漫画) ISBN 978-4299014450
    - 作画は、ローランドが自分のバイブルと語り、ドラマ化もされたホスト漫画の金字塔『夜王』の井上紀良。
- 『ROLAND ENGLISH: ~心に刺さる名言で英語を学ぶ~』(日本文芸社、2021年4月21日) ROLAND (監修)、田中茂範(英語監修) ISBN 978-4537218862

## 展覧会
- 『Ro LAND ～俺か、俺以外か～』 2019年2月～7月、PARCO各店（池袋、福岡、名古屋、札幌、広島）で開催[2][56]。